# MALIBU

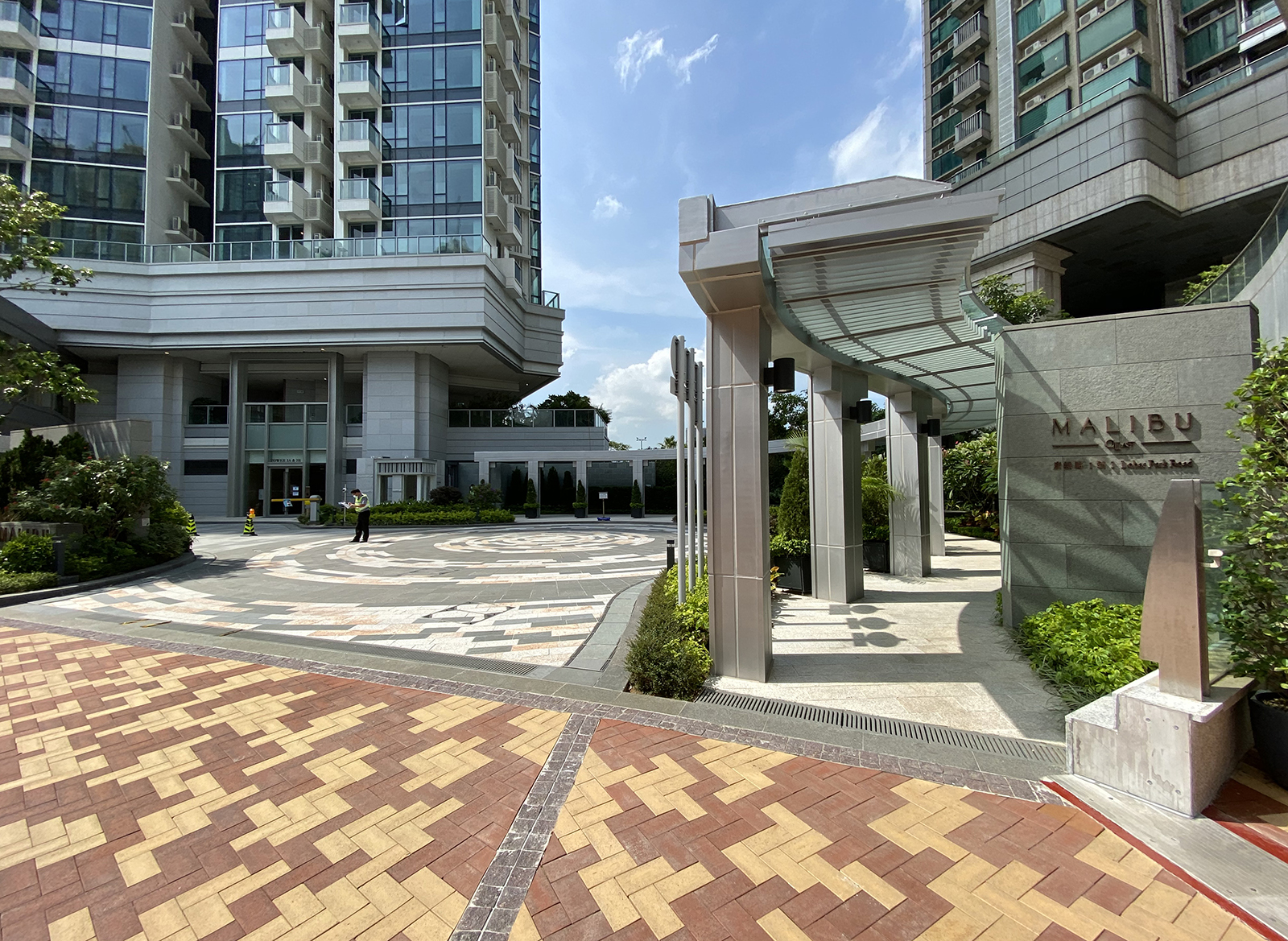
車道入口

MALIBU是一個香港新界將軍澳東南部的臨海私人屋苑，是港鐵大型臨海住宅區日出康城第5期，亦為會德豐地產O'East系列首個臨海住宅項目，由會德豐地產及港鐵公司共同發展，建築師為呂元祥建築師事務所，承建商為協興建築。受到建築期間的惡劣天氣影響，屋苑預計關鍵日期由2020年5月延遲到同年8月落成及入伙。
MALIBU以"The Touch of Urban Nature"為主題，命名源自美國加州海濱滑浪城市馬利布，配合日出康城這個全新海濱住宅區。MALIBU層樓最高達71層（1A、1B座），落成後將成為新界區第二多層數的住宅大樓（僅次於日出康城2B期領峯）。
MALIBU共提供1,600伙，面積介乎356至1,344平方呎。MALIBU首批單位折實平均呎價14,347元，較2017年10月同區晉海II首批均價14,598元略低約2%。其中有70至72樓頂層連空中平台特色戶以招標推出，實用呎價達26,700元，創日出康城新高。項目於2018年3月1日開售，示範單位設於尖沙咀港威大廈一座10樓。

## 住宅

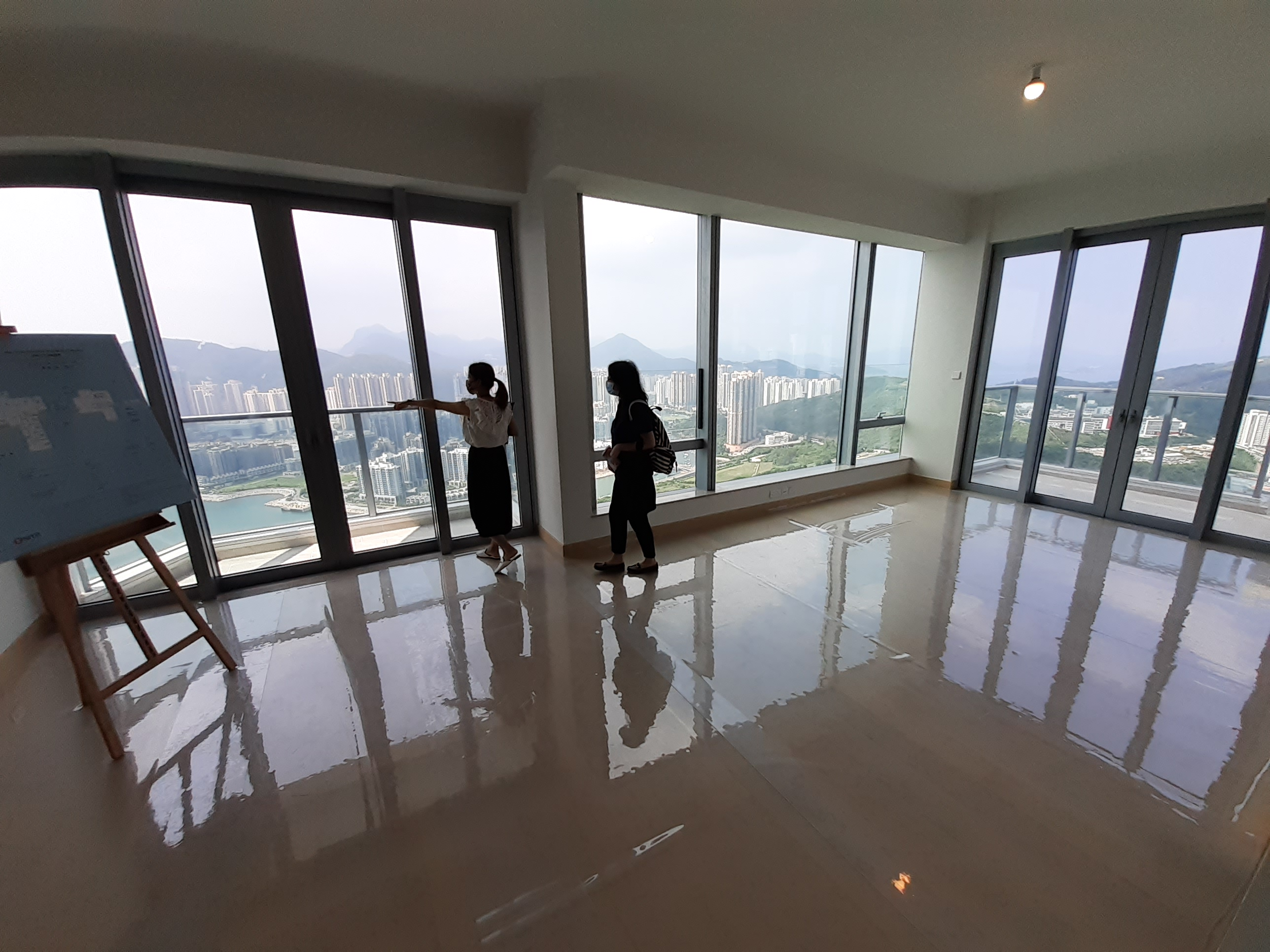
頂層連空中天台特色戶

屋苑設有3座大廈，向海一字型排開，每座再細分為A座及B座，每層提供4伙至5伙單位，總數1,600伙。實用面積由346至1,344方呎不等。外牆則採用玻璃幕牆設計，向西北單位可眺望將軍澳海灣海景和將軍澳南；向東北單位望前方的足球學校和山景以及遠望西貢海景，而向南單位景觀為日出康城內園景及遠眺藍塘海峽海景。
項目單位多元化，共設6種戶型：
- 平台花園特色戶：設26伙，分布在三座大廈，實用面積由346至1,035平方呎，附設觀景平台，超過一半單位外望海景。
- 1房戶：設159伙，位於第2B、第3A及第3B座，實用面積由356至372方呎。
- 2房戶：設960伙，實用面積453至597方呎，細分為4種戶型，包括2房（開放式廚房）、普通2房、2房（開放式廚房）連儲物室及2房連儲物室。
- 3房戶：設377伙，實用面積592至850呎，細分為4種戶型，包括普通3房、3房連1套房、3房1套連儲物室及3房1套儲物室連洗手間。
- 4房戶：設55伙，實用面積1,087平方呎，位於MALIBU大單邊，享無阻擋的壯闊將軍澳海灣及藍塘海峽海景，設2間套房、獨立工作間連洗手間。
- 頂層連空中天台特色戶：設23伙，實用面積453至1,344平方呎，其中1B座71樓A室實用面積1,344呎、附設71樓87呎觀景平台及72樓頂層700呎空中天台，為項目最大單位，為4房連衣帽間、工作間連洗手間設計，享無阻擋的壯闊將軍澳海灣及藍塘海峽海景，遠望西貢及清水灣山景及海景。

## 升降機配置
MALIBU升降機服務樓層列表（一律採用迅達升降機）
- No. 1-2（第1A座升降機（產品型號：7000））：3、5-12、15、17-23、25-33、35-43、46-53、55-63、65-71
- No. 3（第1A座升降機（產品型號：7000））：2-3、5-12、15-23、25-33、35-43、45-53、55-63、65-71、R
- No. 4-6（第1B座升降機（產品型號：7000））：3、5-12、15、17-23、25-33、35-43、46-53、55-63、65-71
- No. 7-8（第2A座升降機（產品型號：7000））：3、5-12、15、17-23、25-33、35-43、46-53、55-63、65-70
- No. 9（第2A座升降機（產品型號：7000））：G、2-3、5-12、15-23、25-33、35-43、45-53、55-63、65-70、R
- No. 10-12（第2B座升降機（產品型號：7000））：3、5-12、15、17-23、25-33、35-43、46-53、55-63、65-70
- No. 13-14（第3A座升降機（產品型號：7000））：3、5-12、15、17-23、25-33、35-43、46-53、55-63、65-67
- No. 15（第3A座升降機（產品型號：7000））：G、1-3、5-12、15-23、25-33、35-43、45-53、55-63、65-67、R
- No. 16-18（第3B座升降機（產品型號：7000））：3、5-12、15、17-23、25-33、35-43、46-53、55-63、65-67
- No. 19-20（平台升降機（產品型號：5500 MRL））：G、1-3
- No. 21（平台升降機（產品型號：5500 MRL））：2-3、5
- No. 22（平台升降機（產品型號：5500 MRL））：1-3
- No. 23（平台升降機（產品型號：5500 MRL））：G、1-3

備註：
1. 所有座數均不設4樓、13樓、14樓、24樓、34樓、44樓、54樓及64樓。
2. 所有座數16樓及45樓為庇護層。
3. 所有座數住宅層由6樓開始。

## 設施

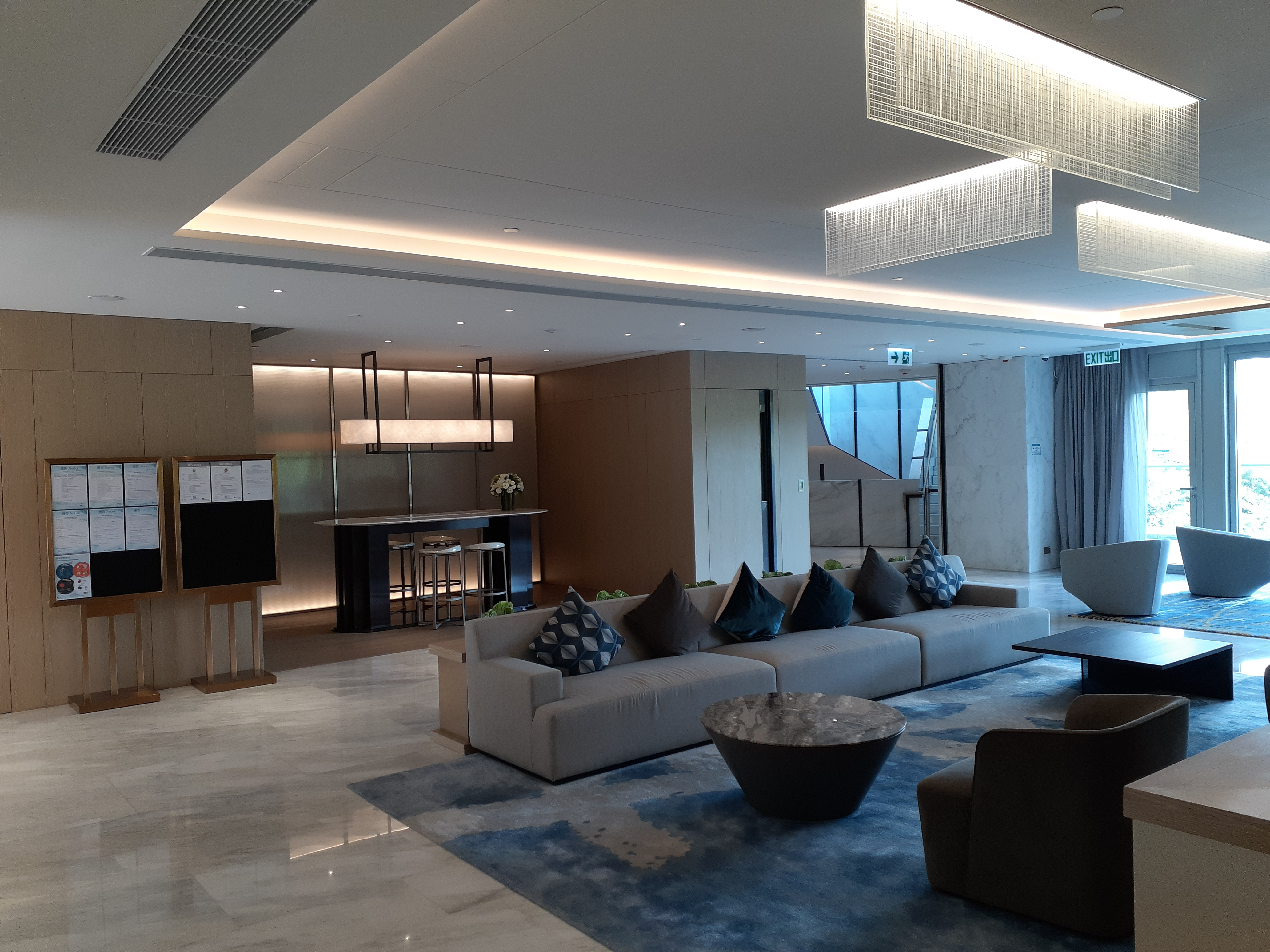
Club MALIBU大堂

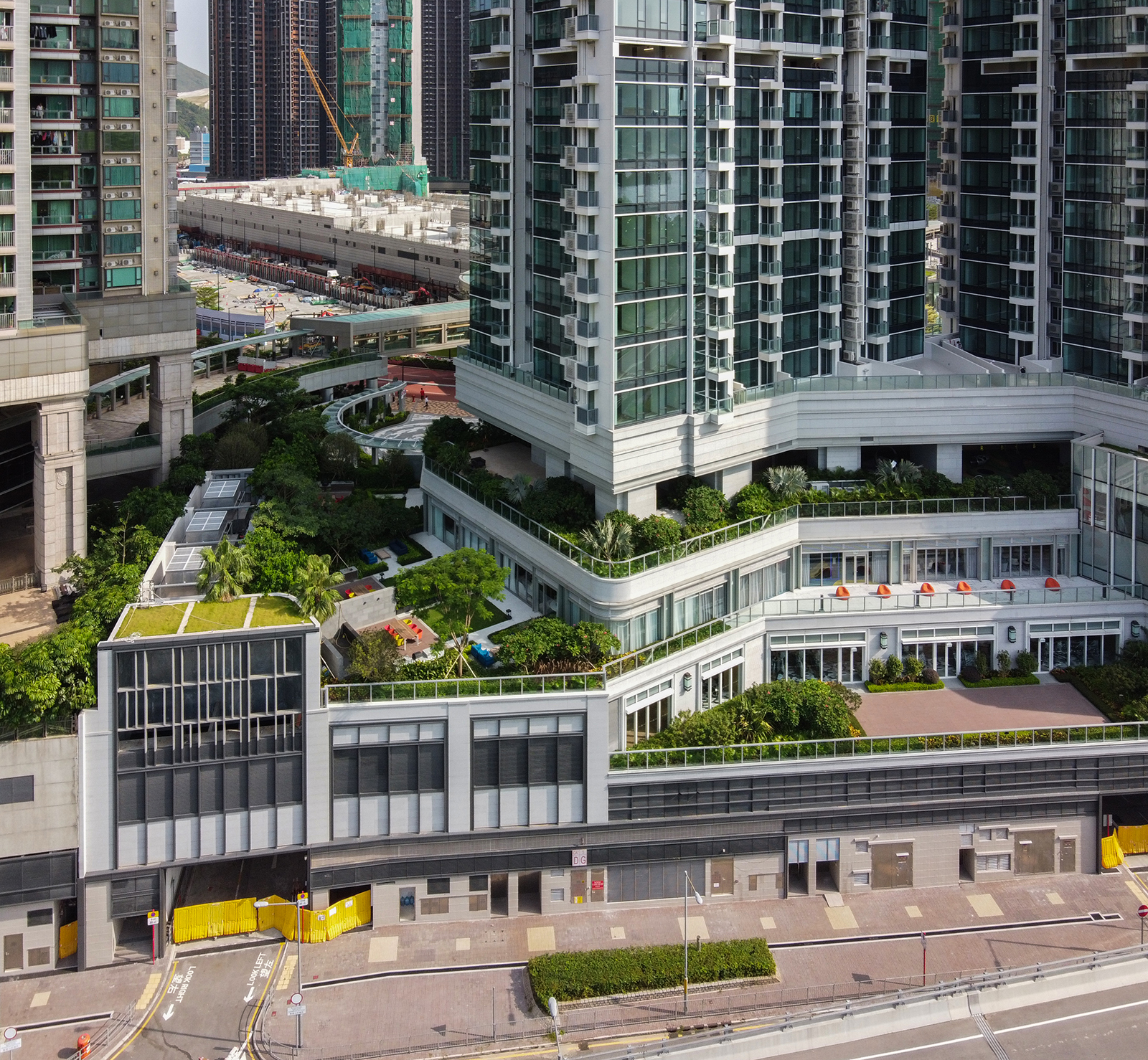
3間專屬宴會廳可連接戶外花園及按摩池

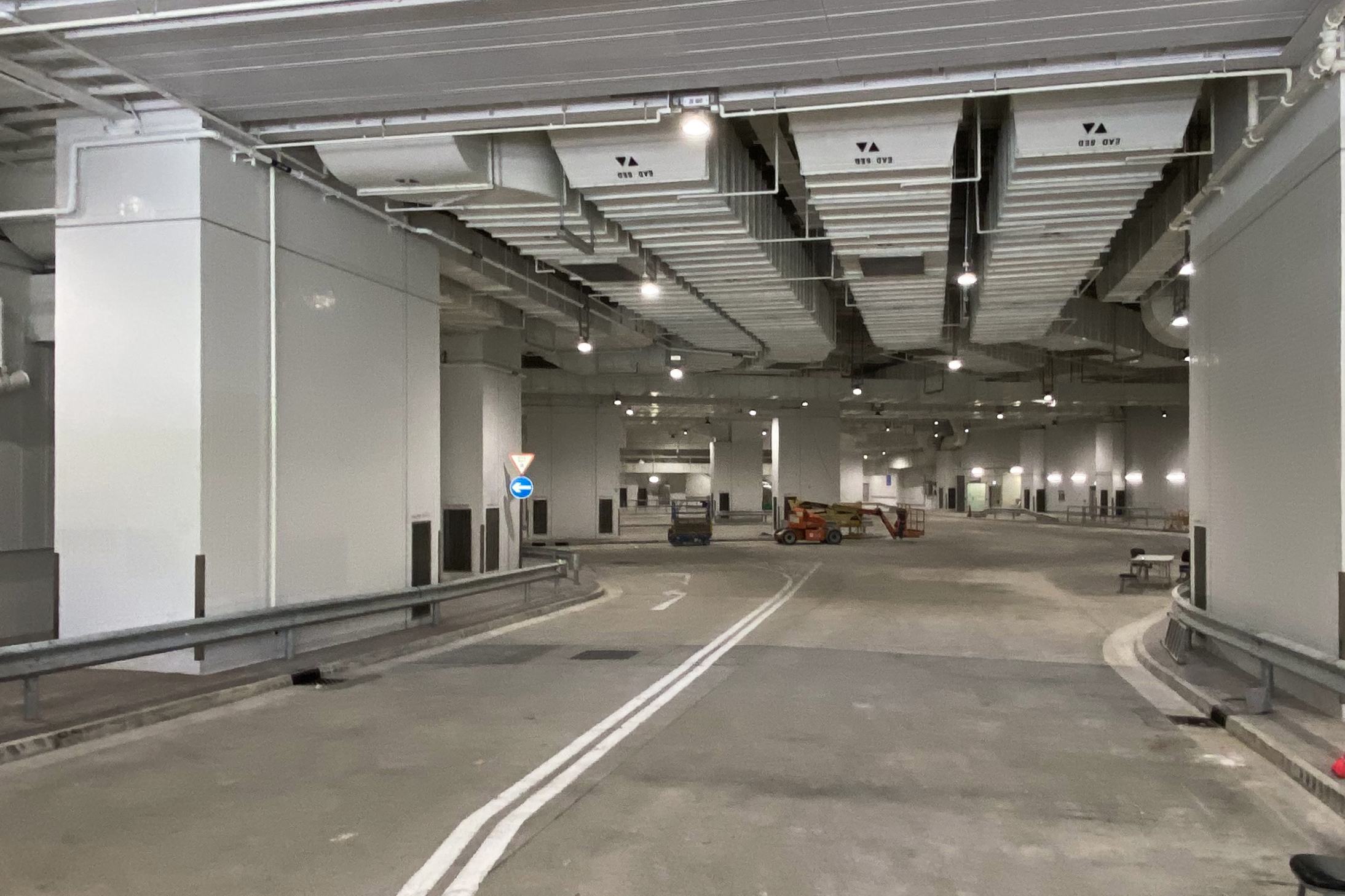
項目地下設有公共交通交匯處

項目會所名為「Club MALIBU」，樓高4層，面積逾5.6萬平方呎，當中室內面積佔逾3.7萬平方呎。設施包括佔地逾3,000平方呎，日出康城項目內首個24小時健身室、瑜伽坊、羽毛球場、娛樂天地、童趣天地、室內外游泳池，以及可容納9人的影迷天地等。其中室外游泳池為無邊際泳池，外望海景。而3間專屬宴會廳可連接戶外花園及按摩池。
項目提供263個車位，住戶與車位比例約為6:1。1至3樓設24小時通道往康城路。
而在項目地下設有永久公共交通交匯處，與鄰近三期緻藍天地下的公共交通交匯處預留空間銜接。而2樓住宅大堂經住客停車場設通道經THE LOHAS往康城站B出口和公共交通交匯處和預留天橋往賽馬會香港足球總會足球訓練中心，惟凌晨時段會暫時關閉。

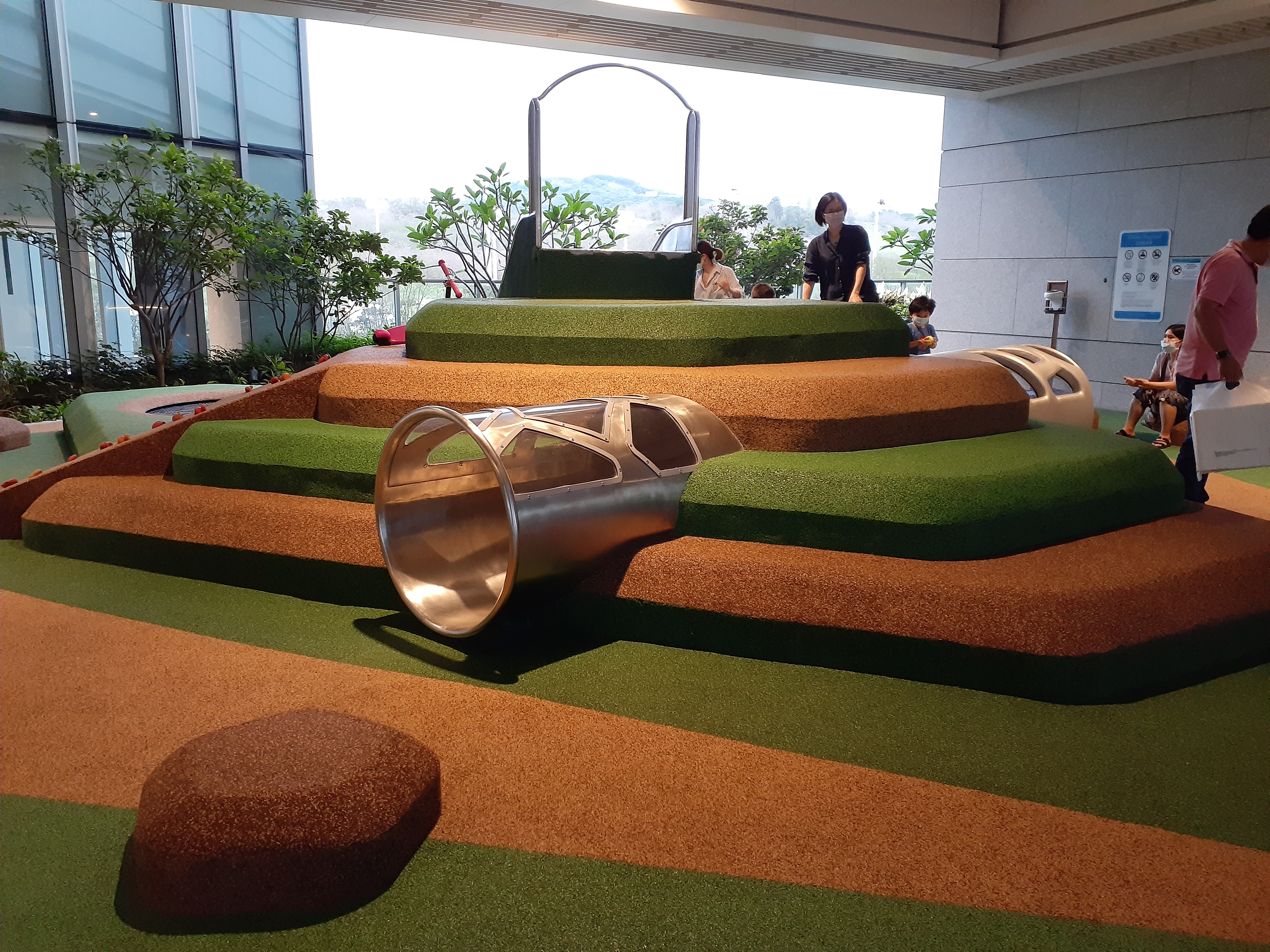
兒童遊樂場
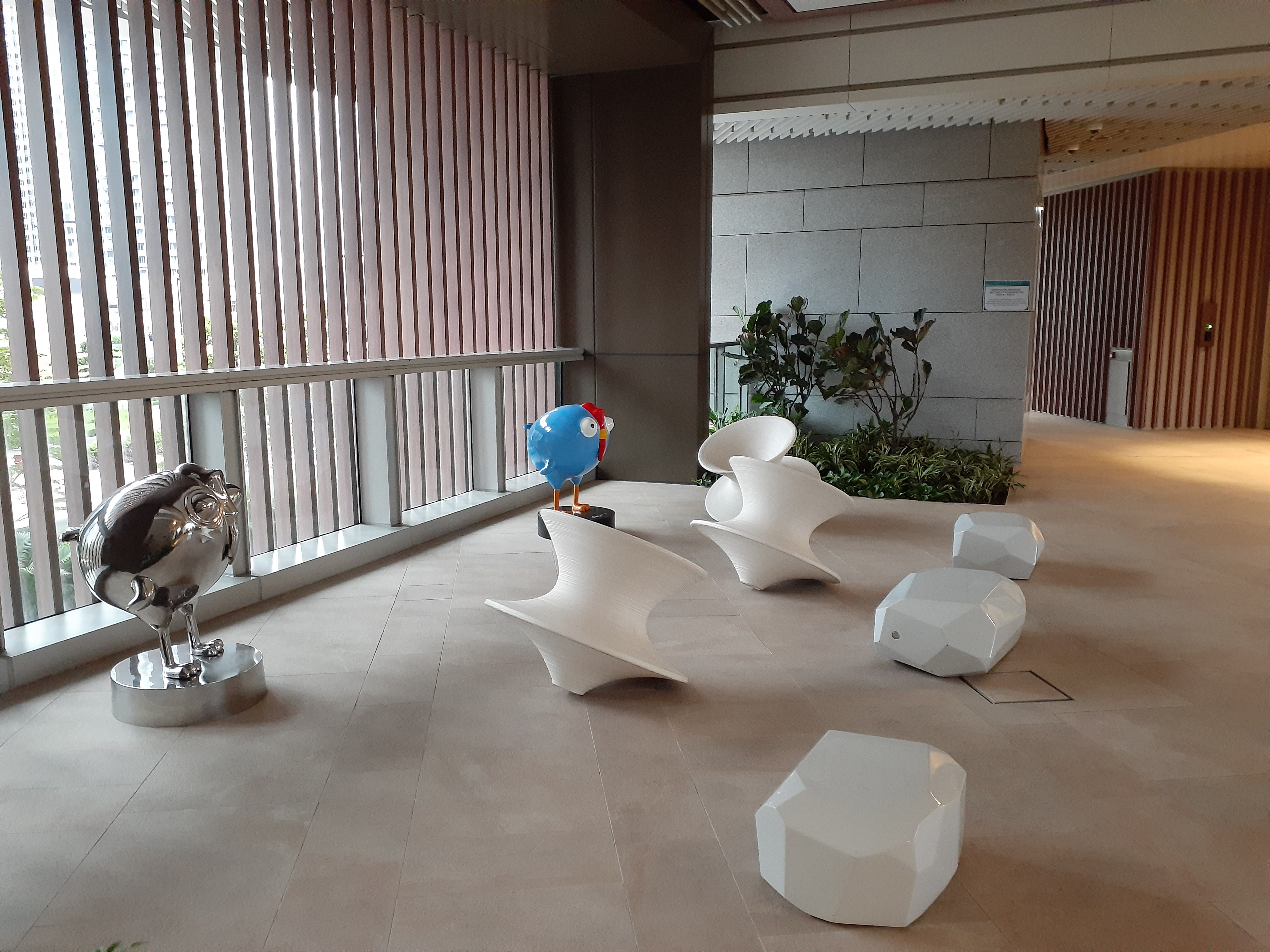
閒座區
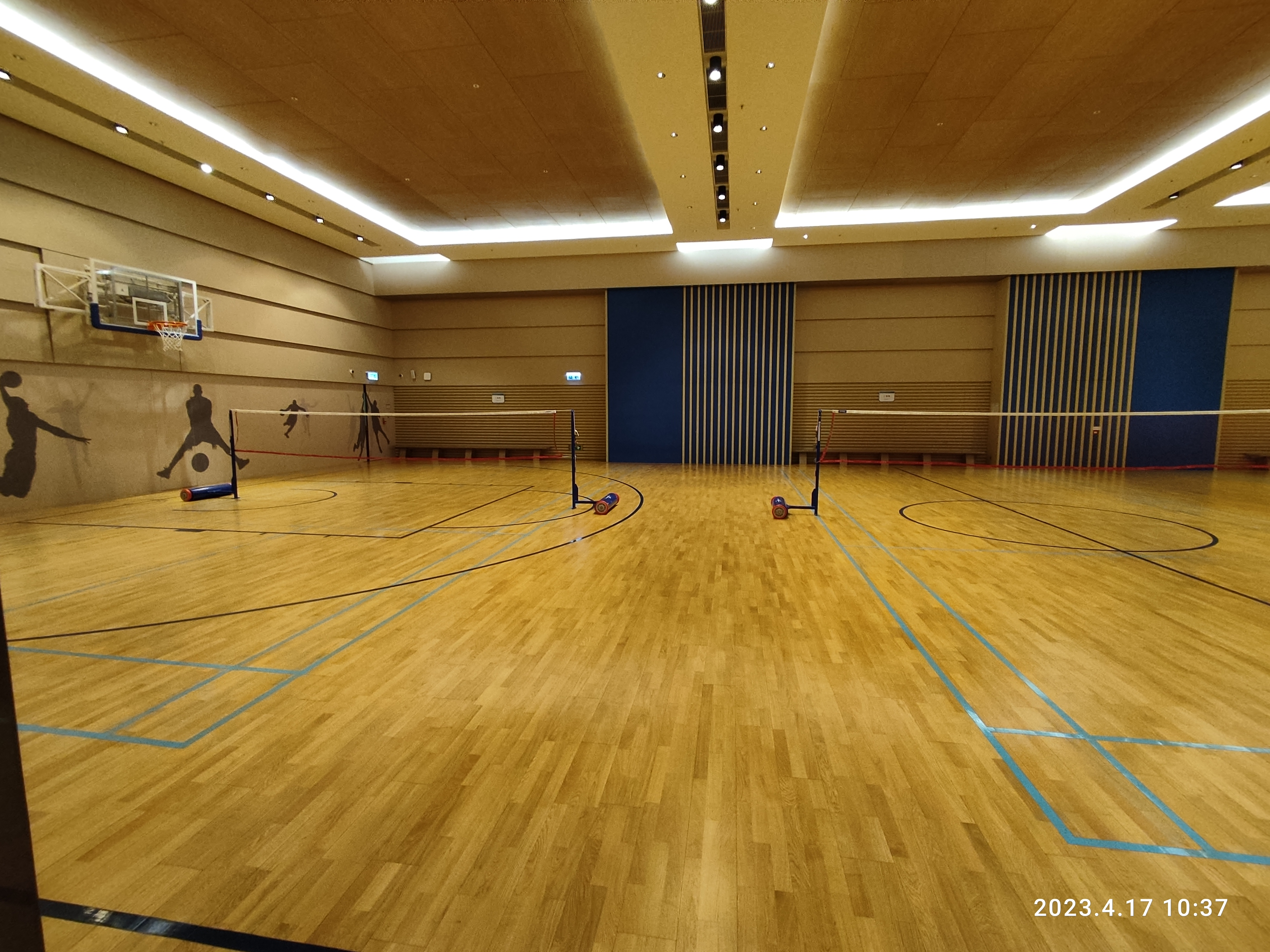
室內多功能活動室
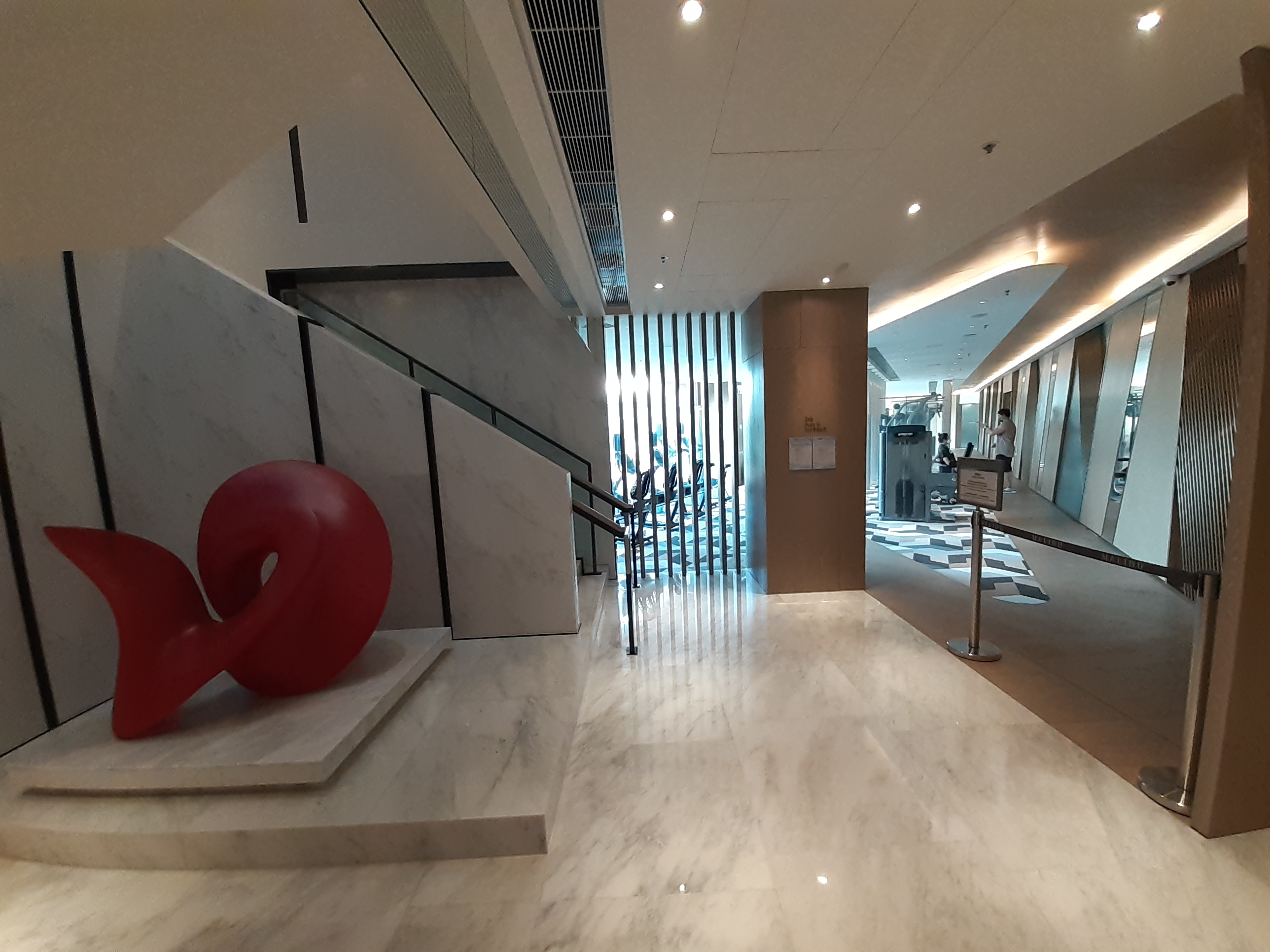
健身室
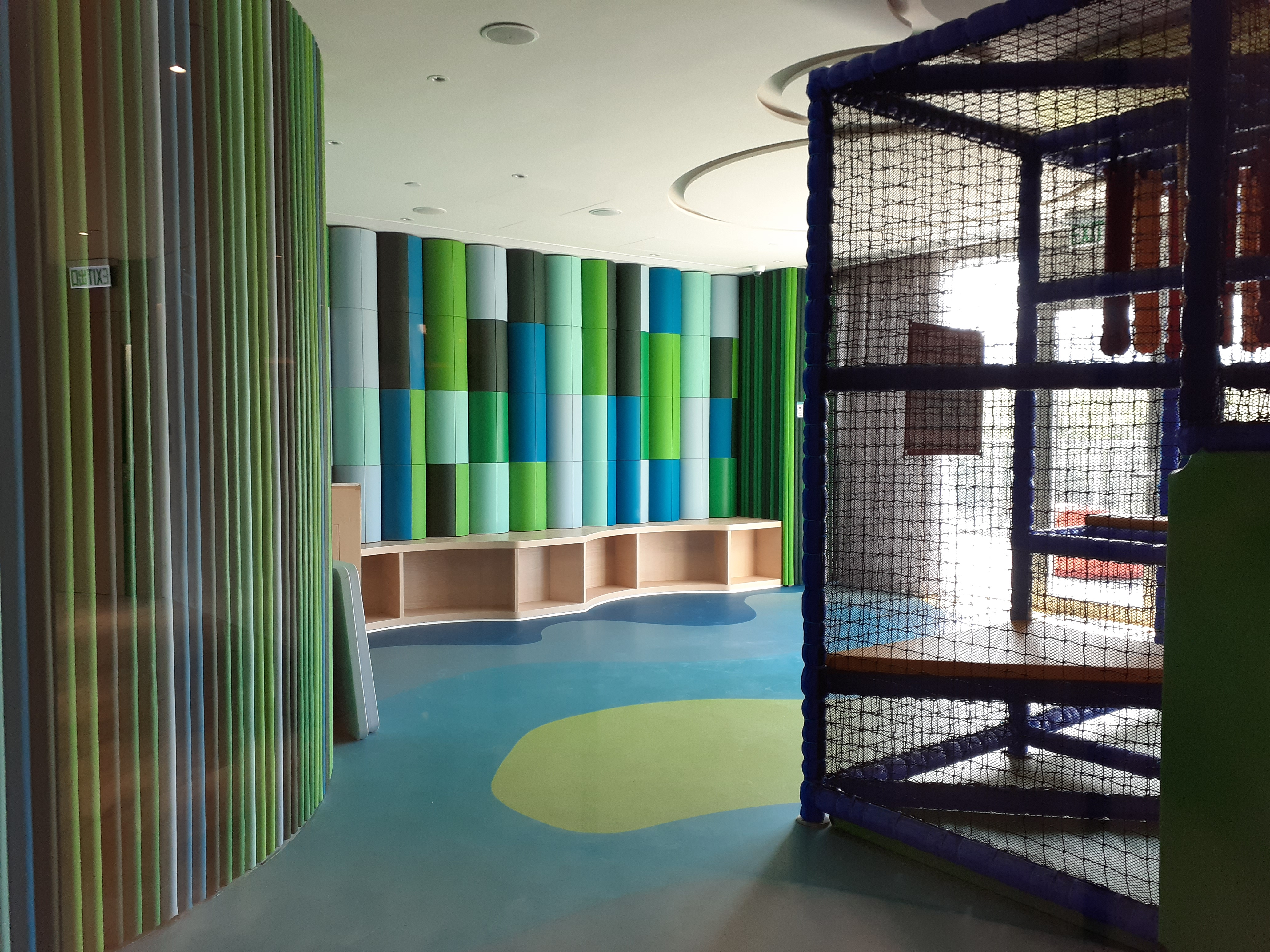
童趣天地
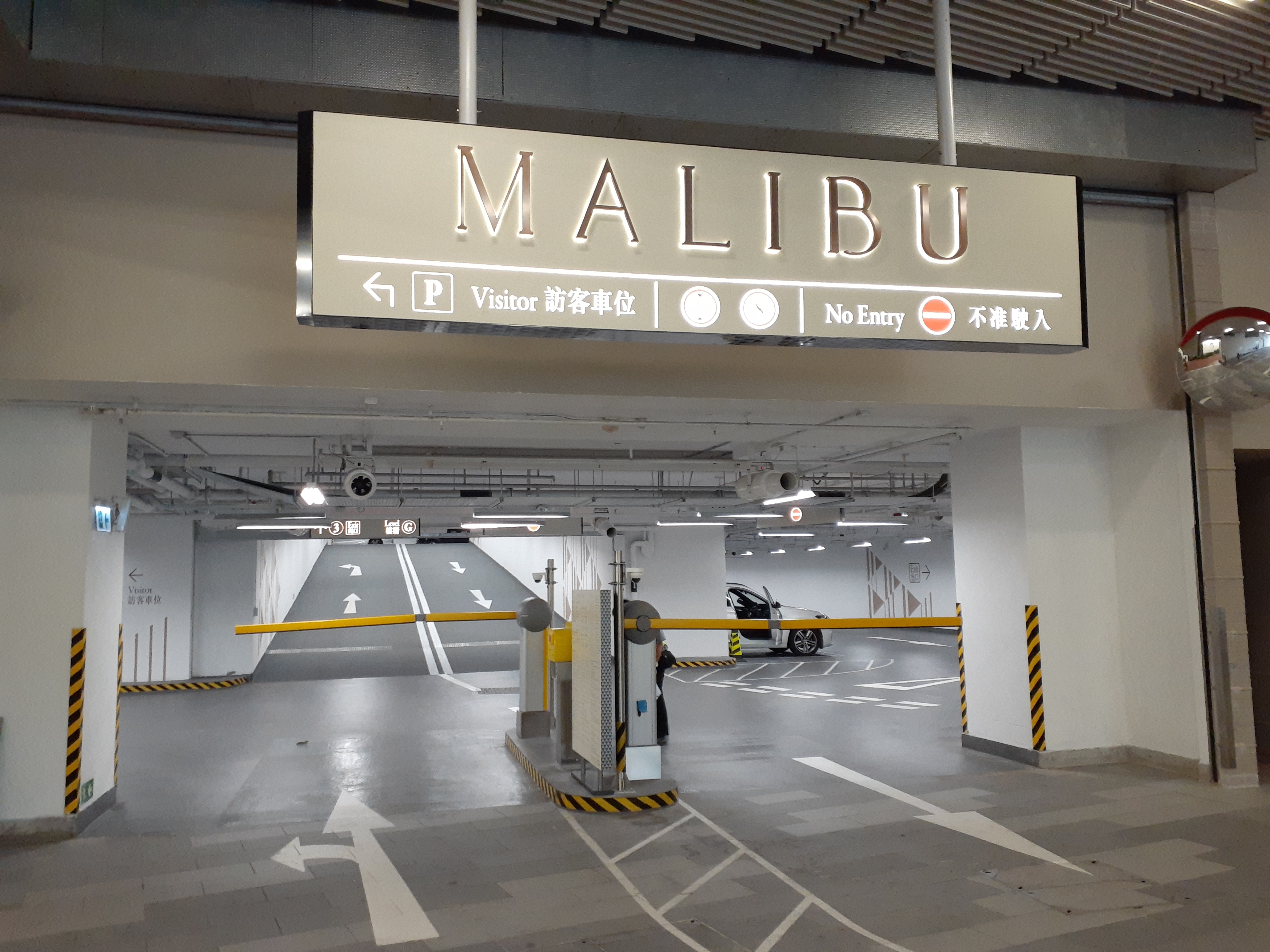
停車場入口

## 問題

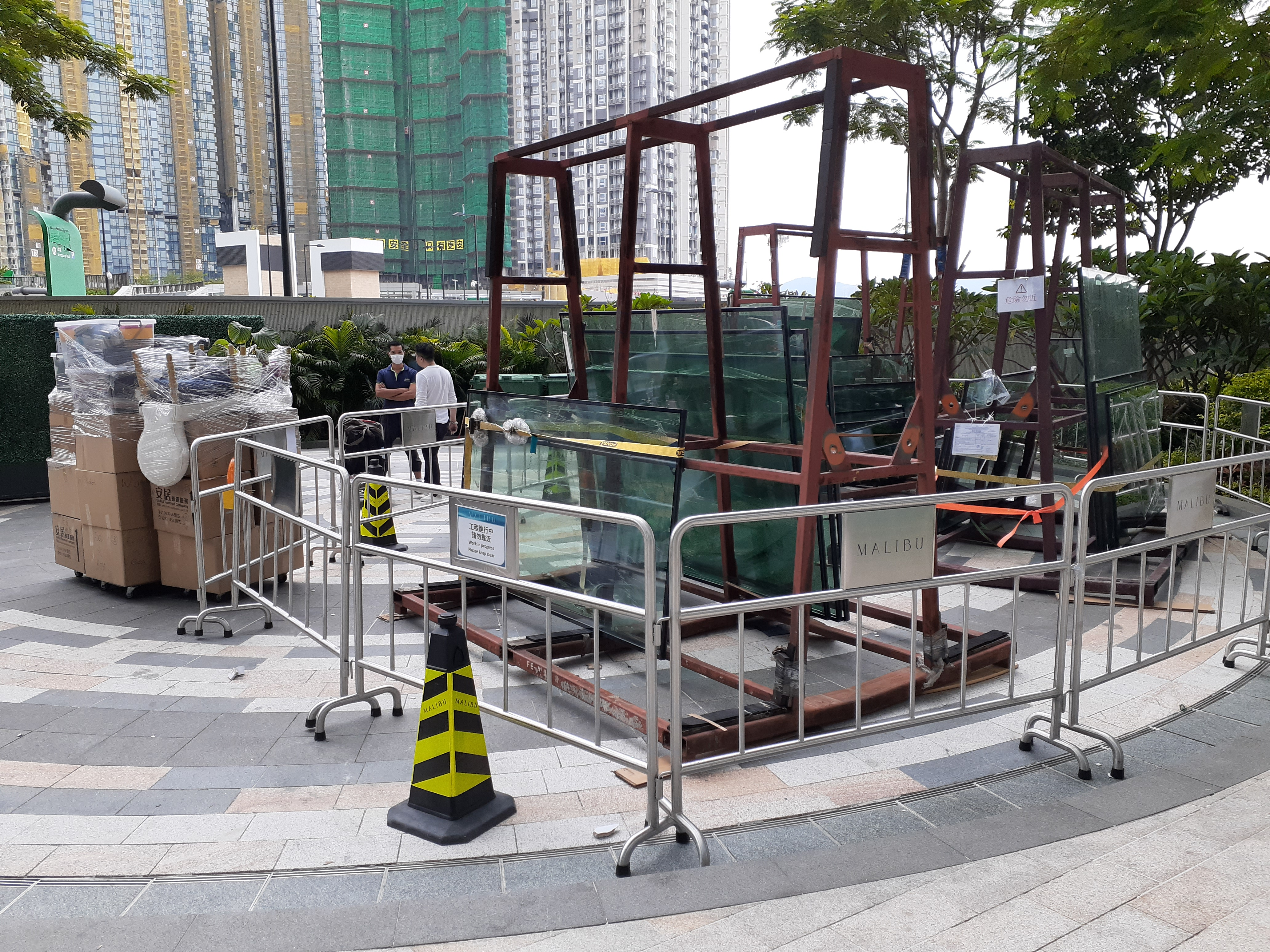
不少單位發現玻璃質素參差問題，發展商公佈在2020年9月底進行更換玻璃工程

2020年10月，《壹週刊》發現1,600伙單位中，有1,000伙玻璃需要更換。驗樓師賴達明視察過1座高層單位後，發現玻璃多達十數個位置出現崩點，部分崩點甚至超過4毫米，磨完可能會造成光學變形，變成哈哈鏡。結果玻璃評為零分。他認為玻璃問題與施工期間防護不足有關，估計是在拆棚和遇上颱風期間捲起沙石，而引致玻璃撞損。而發展商採用美國國家標準ASTM 1036平板玻璃標準，較中國及英國標準寬鬆。會德豐公佈在2020年9月底進行更換玻璃工程，預計於2020年11月至2021年2月開工。不過業主表示早在收樓前與會德豐職員交涉期間，大概在2020年2至5月，承辦商一早已經發現玻璃質素參差問題，但一直未有透露。到收樓後才召集業主一齊投訴。另外，也有住戶投訴收樓時發現有不少衛生及裝修等問題，如廚房外牆的風機台附近有一堆垃圾，單位地板上出現蟲蟻和連接AB座的公共通道天花板上的裝修痕跡未有清理。

## 意外
2017年6月15日，地盤其中一台逾20米高度天秤突然折曲倒塌，無人受傷，列作工業意外處理。同年9月12日，地盤發生嚴重致命意外，一名55歲姓嚴工人在棚架上工作期間，由約10米高平台位置墮下，最終不治。
同年亦受超強颱風天鴿影響，其中一座天秤倒塌，無人受傷；至10月，發展商拆除已倒塌天秤，另外安裝新的天秤。

## 興建圖片

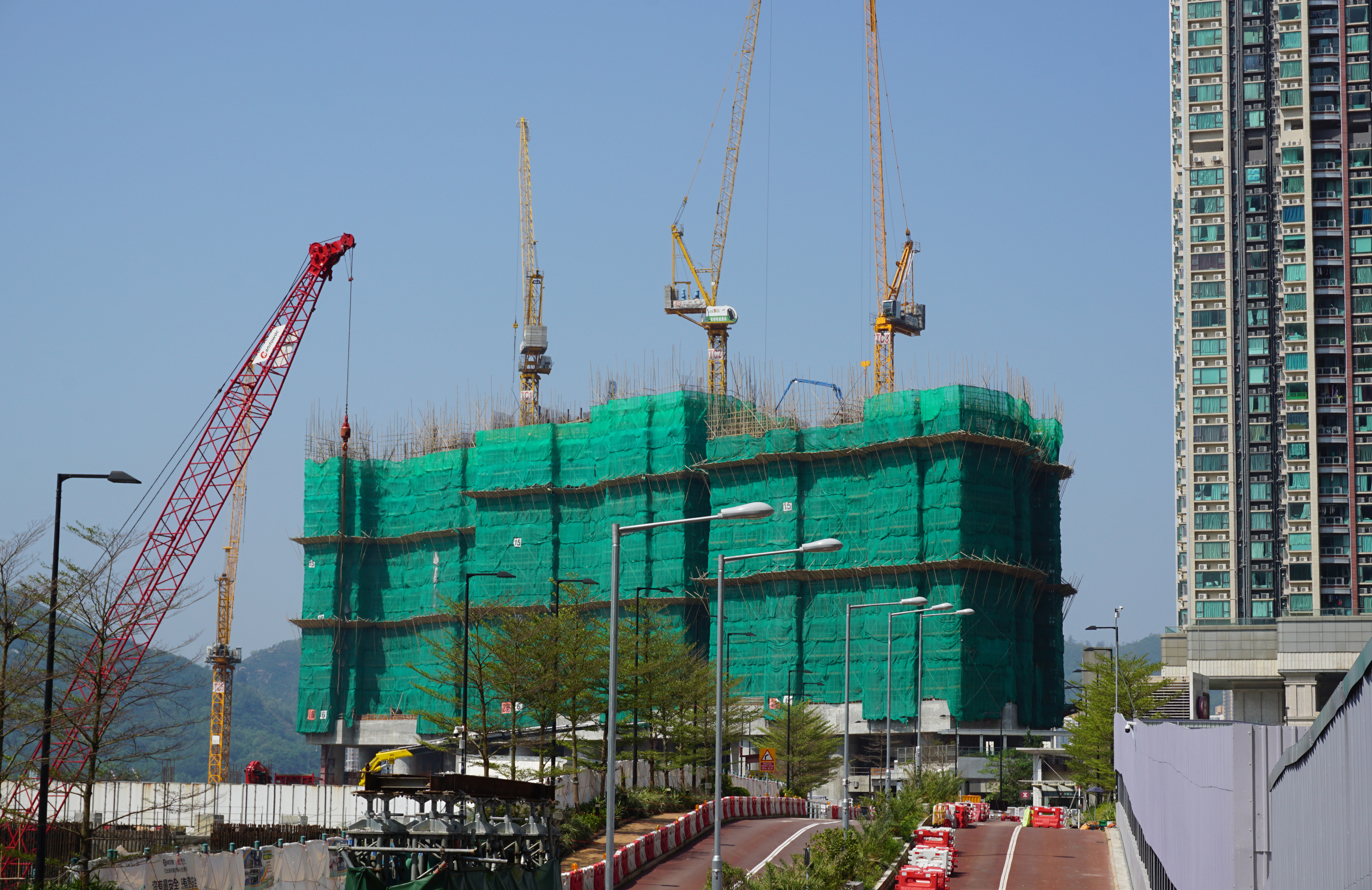
2017年10月
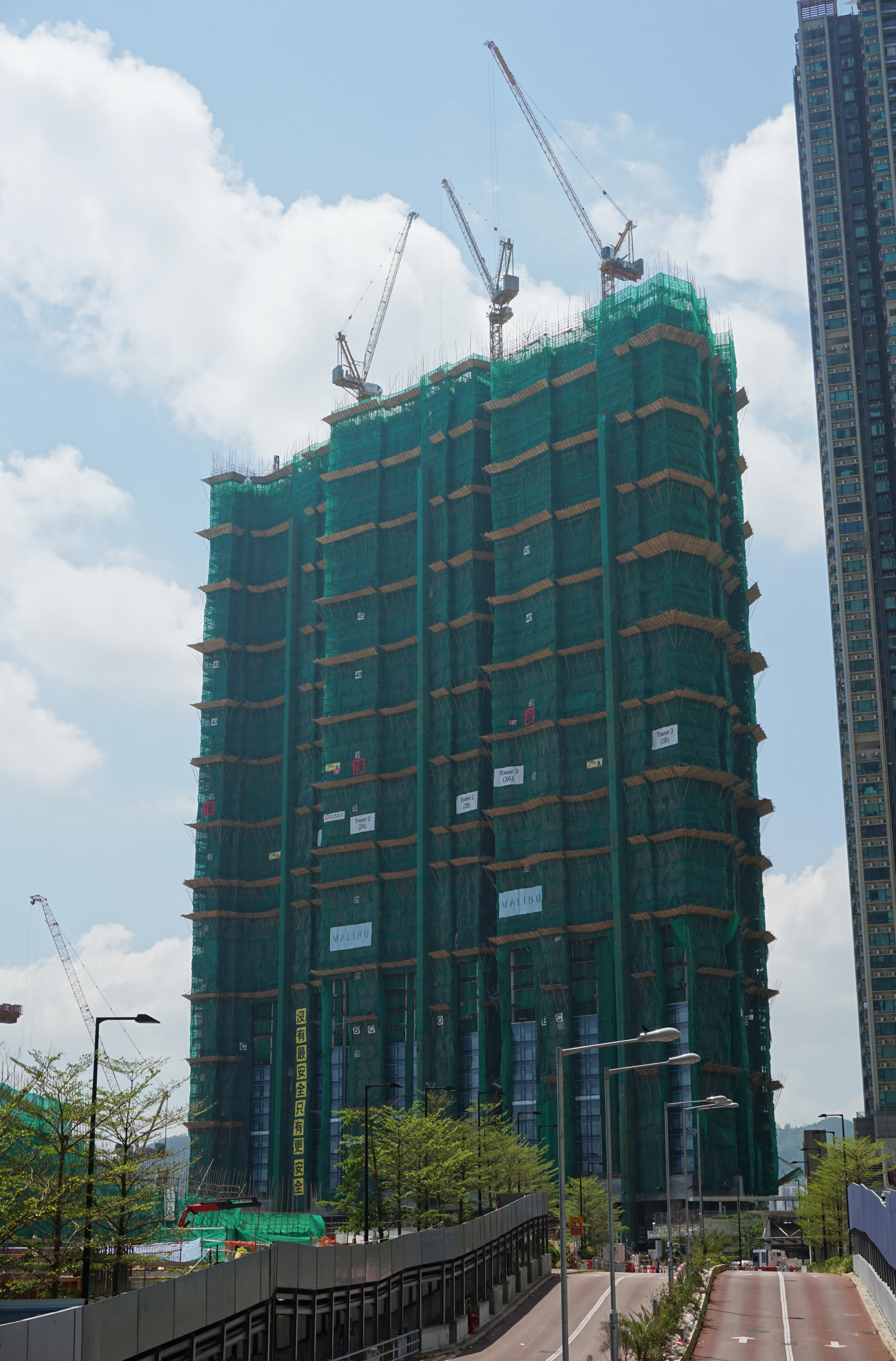
2018年5月
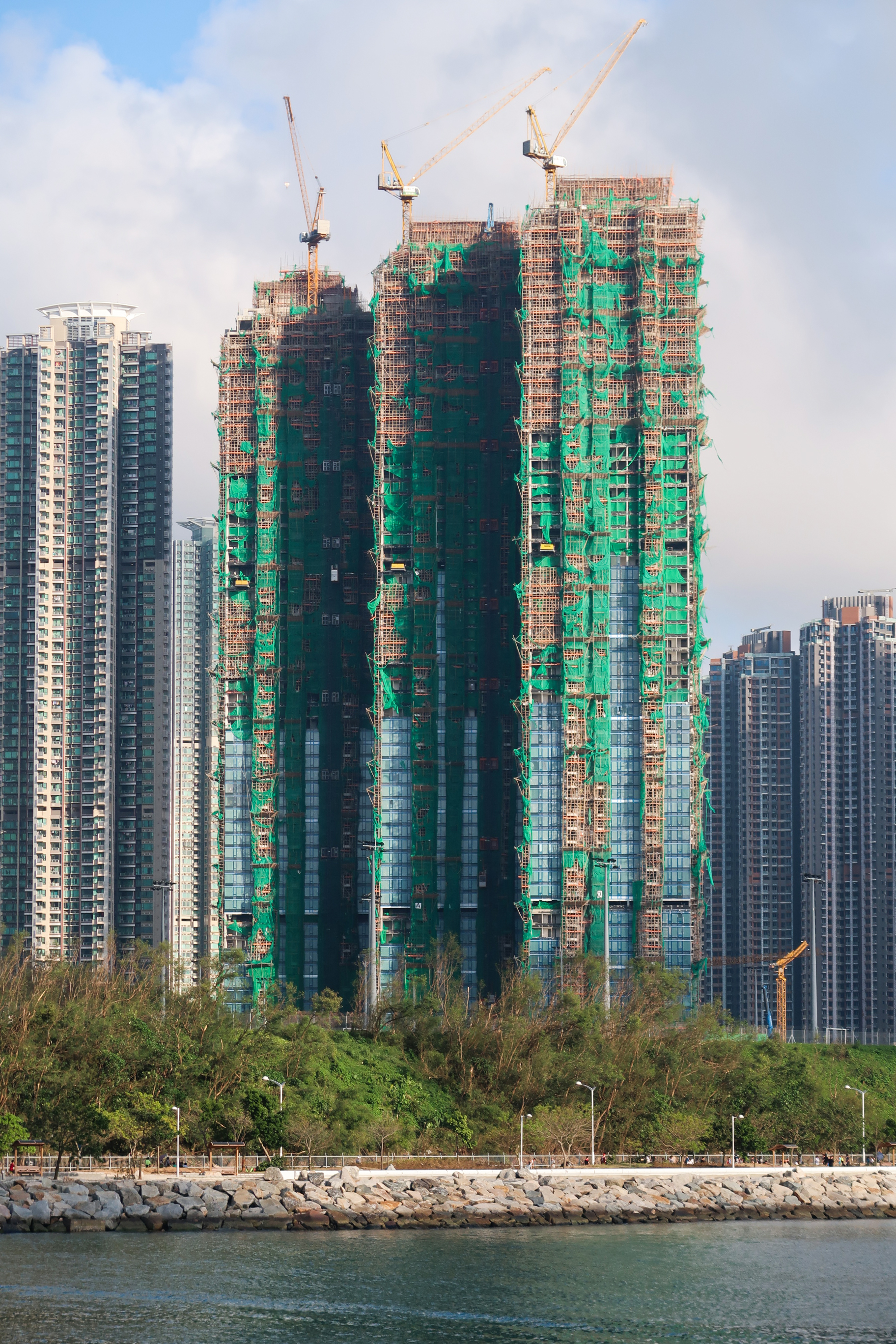
2018年9月
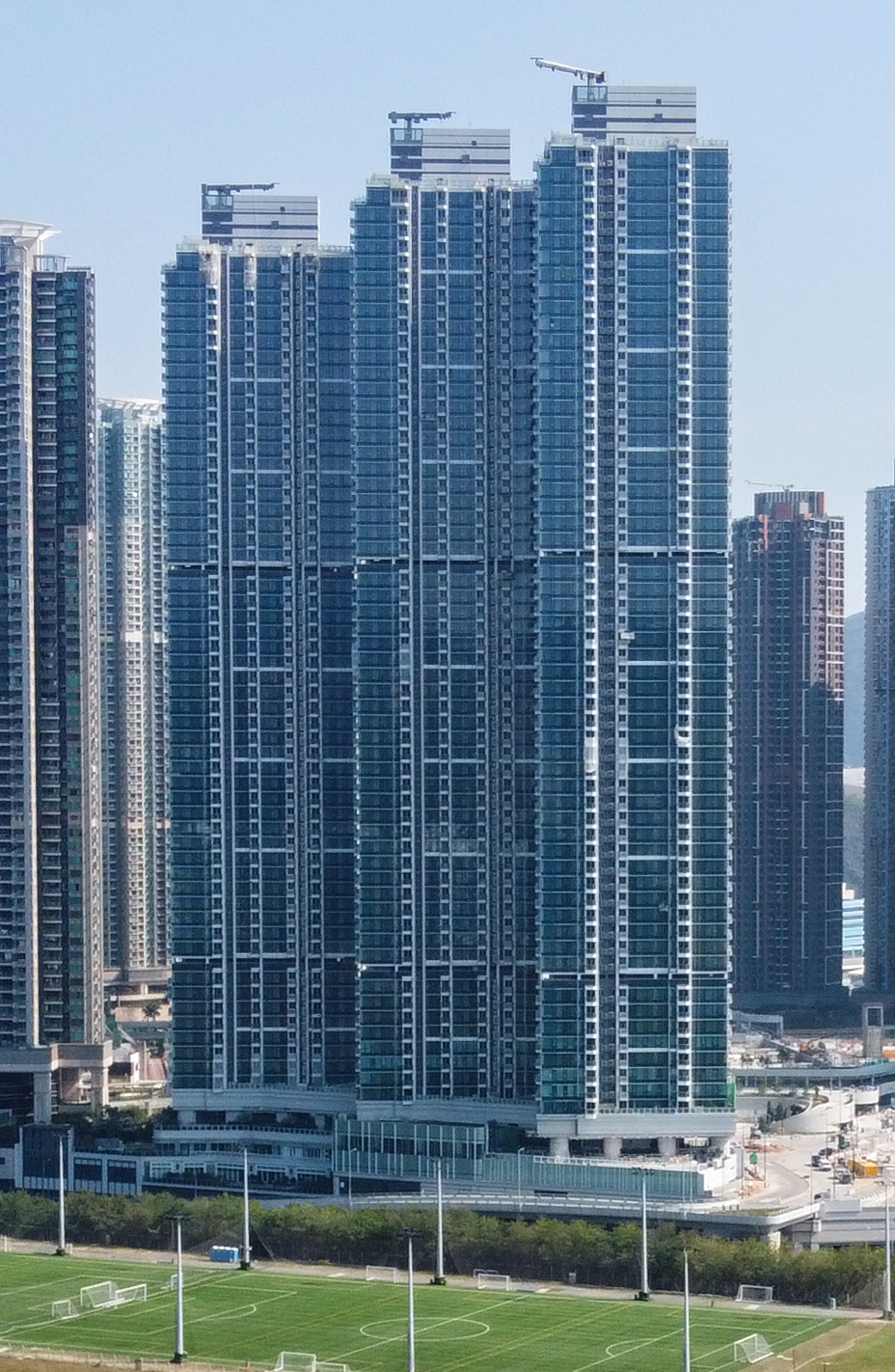
2020年2月

## 交通
參考日出康城#交通

## 宣傳
MALIBU的廣告宣傳以「A Touch of Urban Nature」為主題。廣告於美國邁阿密Design District及莫里斯·費雷公園（Maurice A.FerréPark）拍攝。

## O'East系列
O'East是會德豐地產在日出康城的私人物業組合，位於港鐵康城站上蓋，其中第7期MONTARA及GRAND MONTARA的基座是擁有約48萬平方呎的大型商場「The LOHAS 康城」上蓋，區內的綠化休憩園地超過100萬呎。
- 日出康城V期：MALIBU
- 日出康城VIIA期：MONTARA
- 日出康城VIIB期：GRAND MONTARA
- 日出康城IXA期： MARINI
- 日出康城IXB期： GRAND MARINI
- 日出康城IXC期： OCEAN MARINI
- 日出康城XII期：SEASONS PLACE

## 鄰近地方
- 日出公園
- 港鐵康城站
- 康城站公共運輸交匯處
- The LOHAS 康城
- 峻瀅
- 康城路
- 日出大道
- 將軍澳南海濱長廊

## 外部連結
- MALIBU 官方網站（页面存档备份，存于）
- 會德豐地產O'East系列 （页面存档备份，存于）